# José Manuel Moreno Fernández
José Manuel Moreno Fernández (* 3. August 1916 in Buenos Aires, Argentinien; † 26. August 1978), auch bekannt unter dem Spitznamen El Charro, war  ein argentinischer Fußballspieler, der vorwiegend  im offensiven Mittelfeld agierte. „Charro“ Moreno war einer von wenigen Spielern in der Geschichte des  Profifußballs, der die Fußballmeisterschaft in vier verschiedenen Ländern gewann. Er wurde von der IFFHS zum fünftbesten Spieler Südamerikas und drittbesten Argentinier (nach Diego Armando Maradona und Alfredo Di Stéfano) im 20. Jahrhundert gewählt.

## Laufbahn
Der im Stadtteil La Boca geborene Moreno, der von Kindesbeinen an ein glühender Fan seines Heimatvereins Boca Juniors war, begann seine Laufbahn ausgerechnet bei dessen  Erzrivalen River Plate, bei dem er in seiner ersten Epoche mindestens von 1935 bis 1944 unter Vertrag stand und in diesem Zeitraum viermal die argentinische Fußballmeisterschaft gewann. 
Im Sommer 1944 wurde er vom mexikanischen Erstligisten Real Club España verpflichtet, mit dem er gleich in seiner ersten Saison 1944/45 den insgesamt 15. Meistertitel in der Geschichte der Españistas gewann.
Nach zwei Spielzeiten in der mexikanischen Profiliga kehrte er zu River Plate zurück und gewann 1947 zum insgesamt fünften Mal den argentinischen Meistertitel. Im selben Jahr gewann er mit der argentinischen Fußballnationalmannschaft zum zweiten Mal nach 1941 den Campeonato Sudamericano.
1949 spielte er für den CD Universidad Católica, mit dem er im selben Jahr die chilenische Fußballmeisterschaft gewann, und 1950 zum einzigen Mal für seinen Lieblingsverein Boca Juniors. Seine einzige längerfristige Station in der letzten Dekade seiner aktiven Laufbahn war Independiente Medellín, mit denen er in den Spielzeiten 1955 und 1957 noch zweimal die kolumbianische Fußballmeisterschaft gewann. Bei diesem Verein beendete er 1961 seine aktive Laufbahn im Alter von 45 Jahren, wenngleich er zuletzt kaum noch Einsätze absolvierte.
Anschließend arbeitete Moreno als Trainer. Seine letzte Station war der zu jener Zeit in der viertklassigen Primera C des argentinischen Ligasystems spielende Deportivo Merlo, den er in den Jahren 1977 und 1978 trainierte. Morenos Spitzname „El Charro“ wurde nach seinem Ableben ihm zu Ehren auf die Mannschaft übertragen, die seither auch unter der Bezeichnung „Charros“ bekannt ist. Auch wurde das Stadion nach ihm benannt und trägt den Namen Estadio José Manuel Moreno.

## Erfolge

### Verein

#### Nationale Titel
- Argentinischer Meister: 1936, 1937, 1941, 1942. 1947
- Mexikanischer Meister: 1945
- Chilenischer Meister: 1949
- Kolumbianischer Meister: 1955, 1957

#### Internationale Titel
- Copa Aldao: 1936, 1937, 1941, 1947

### Nationalmannschaft
- Campeonato Sudamericano: 1941, 1947